# Juan de Saavedra
Juan de Saavedra (Valparaíso de Arriba (Campos del Paraíso, Cuenca - 21 de mayo de 1554), fue un conquistador español que participó en la conquista del Perú. Se le considera el descubridor de Valparaíso.

## Biografía
Militó a las órdenes de Diego de Almagro. En la primera expedición hacia Chile en 1535, Almagro envió a Juan de Saavedra a reconocer las costas en la embarcación que le había traído refuerzos desde el Perú. Saavedra llegó hasta la zona de Alimapu, que llamó Valparaíso, como su pueblo natal. En el Barrio Almendral de esta ciudad se emplaza el Monumento a Juan de Saavedra.
Al regresar de aquella expedición, Hernando Pizarro pretendió atraer a su bando a Saavedra con sus hombres, pero este que era enemigo de estas luchas fratricidas, no quiso aceptar lo propuesto y se apartó de ambos jefes; cuando supo que Cristóbal Vaca de Castro había llegado al Perú como gobernador con poderes del Rey, se alistó bajo la bandera de este, y se distinguió en la batalla de Chupas en 1542, en la que fue vencido Diego de Almagro el Mozo. En recompensa se le otorgaron las encomiendas de Acopia, Acos, Cangalla, Coscoja, Hanan Lampa y Quispicanchis en la jurisdicción del Cuzco, y las de Chalaco y Frías, en la jurisdicción de Trujillo.
Regresó a España y está enterrado en la iglesia de San Miguel Arcángel de Valparaíso de Arriba.
| Predecesor: Benito Suárez de Carbajal | Corregidor del Cuzco 1549 - 1550 | Sucesor: Alonso de Alvarado |